# In den Kisseln

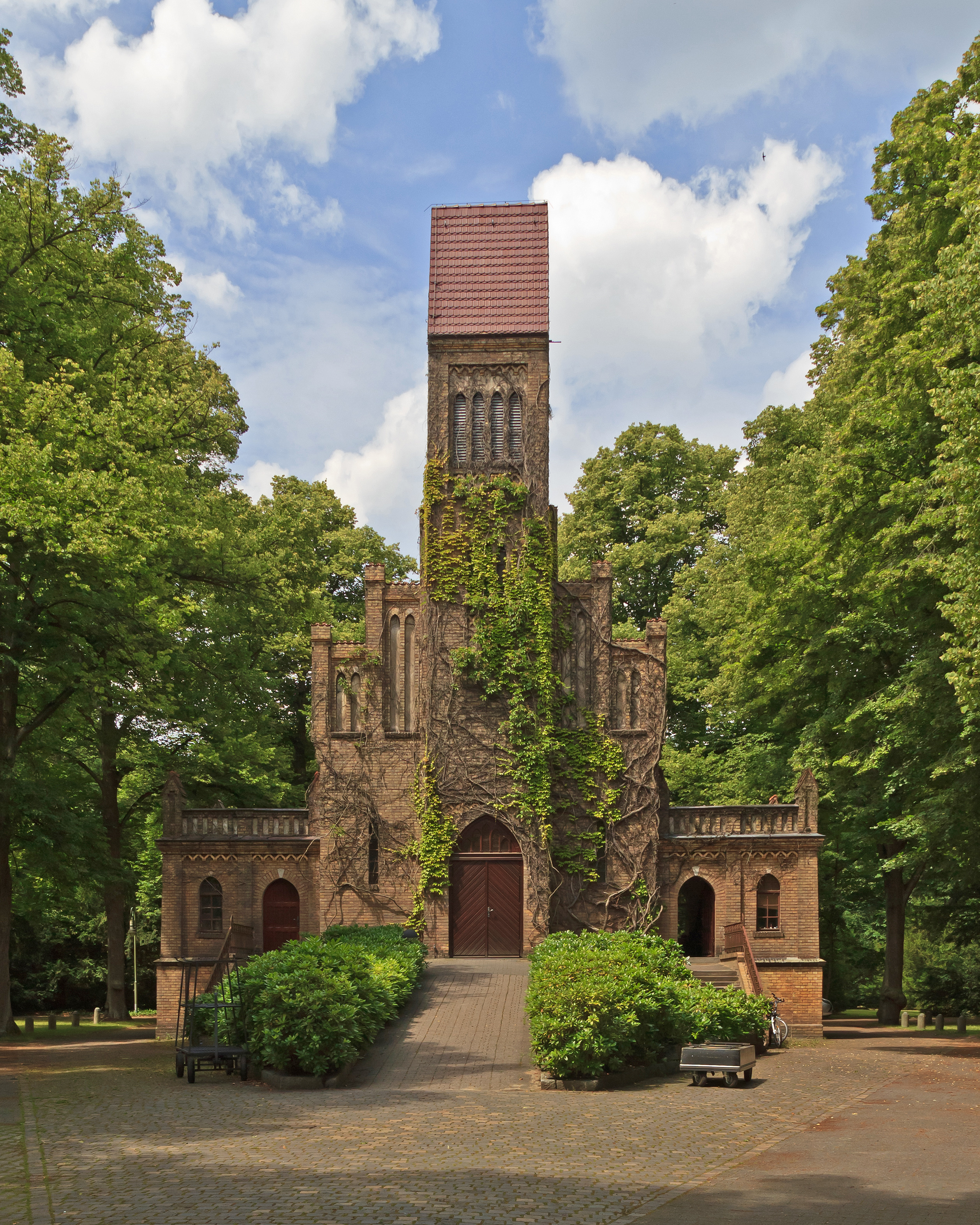
Feierhalle

In den Kisseln ist ein landeseigener Friedhof im Berliner Bezirk Spandau. Er liegt im Ortsteil Falkenhagener Feld auf einem annähernd rechteckigen Areal zwischen der Pionierstraße, der Radelandstraße, der Kisselnallee und der Bötzowbahn. Mit einer Gesamtfläche von knapp 62 Hektar ist diese Begräbnisstätte die größte auf dem Stadtgebiet Berlins.

## Geschichte

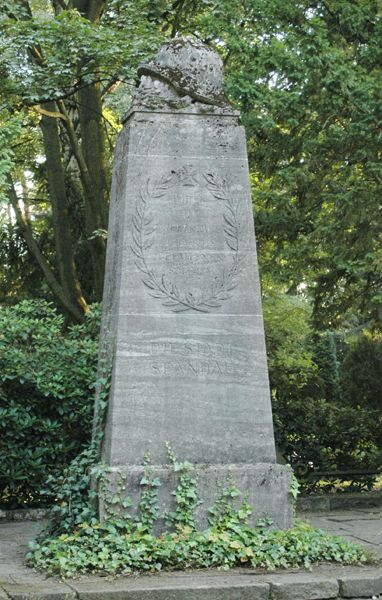
Denkmal für Opfer des Ersten Weltkriegs

Der Friedhof wurde am 17. November 1886 eröffnet. Die damals eigenständige Stadt Spandau benötigte einen neuen Platz für Begräbnisse. Diese waren zuvor ausschließlich auf mehreren kleinen Kirchhöfen der Stadt vorgenommen worden. Hinzu kam, dass die Leichenzüge durch die Hauptstraßen von Spandau ziehen mussten. Im Jahr 1886 hatte die Ortspolizei bestimmt, dass der kürzeste Weg durch die Stadt zu nehmen sei. Deshalb war ein Friedhof weit vor den Stadttoren gewünscht. 
Außerhalb der Stadtgrenzen Spandaus gab es einen kirchlichen, einen kommunalen und einen jüdischen Friedhof. Der etwa 20 Jahre zuvor von der Stadt angelegte Kommunalfriedhof war zunehmend überfüllt. So erwarb die Stadt ein anfänglich 5,2 Hektar großes Gelände im Bereich nördlich des Falkenhagener Weges (seit 1896: Pionierstraße) für einen städtischen Großfriedhof.
Das neue Friedhofsgelände war eine überwiegend mit Kiefern – im Spandauer Messtischblatt jener Zeit als Kisseln (Küsseln) bezeichnet – bewaldete hügelige Dünenlandschaft, deren sandige, grundwasserfreie Böden eigneten sich sehr gut für die Nutzung als Begräbnisstätte. Die mit Kiefern bewachsene Hügellandschaft prägt diesen Friedhof bis heute und macht ihn zu einer der landschaftlich schönsten Begräbnisstätten der deutschen Hauptstadt. Trotz des reichhaltigen Waldbestandes war die Anlage jedoch seinerzeit nicht explizit als Waldfriedhof konzipiert worden; die damals finanzschwache Stadtverwaltung Spandaus beschränkte sich bei der Planung der Anlage auf die Erfüllung ihres primären Zwecks als Entlastungsfriedhof, landschaftliche Gestaltung wurde dagegen weitgehend außer Acht gelassen. Einige der Kiefern mussten abgeholzt werden, um Flächen für Anlage der Gräberfelder zu erschließen.

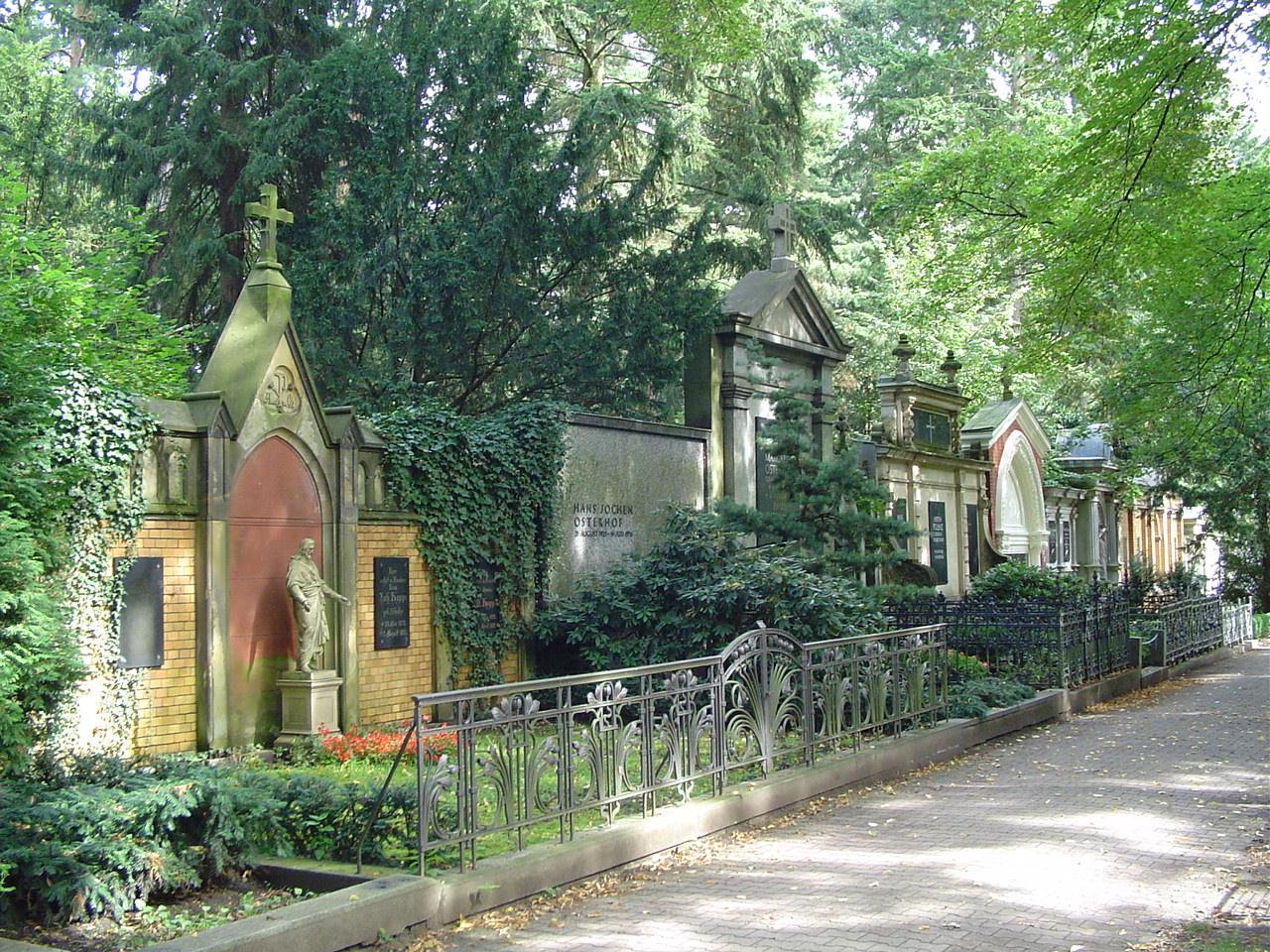
Erbbegräbnisse

Die Eröffnung der neuen, in den Kisseln angelegten Nekropole erfolgte am 17. November 1886; die erste Bestattung fand am gleichen Tag statt. In den nachfolgenden Jahren wurden die alten Spandauer Kirchhöfe allesamt für Bestattungen geschlossen. Sie sind danach jedoch meist als Grünanlagen erhalten geblieben, so der ehemalige Nikolaikirchhof (seit einigen Jahren: Koeltzepark), an den der Name der angrenzenden Kirchhofstraße erinnert. Da es sich bei dem neuen Friedhof um einen kommunalen Friedhof handelte, durfte dort jeder unabhängig von der Konfession beigesetzt werden. Die neue Begräbnisstätte nahm im Laufe der ersten 25 Jahre ihres Betriebs bereits rund 29.000 Verstorbene auf. Auch das Spandauer Großbürgertum ließ sich dort bestatten, wovon noch immer zahlreiche prunkvolle Erbbegräbnisse im alten Teil des Friedhofs, so auf dem Erbstellenweg, zeugen. Doch trotz des regen Betriebs ergaben sich anfangs Schwierigkeiten in der Erschließung des Friedhofs: Die Zufahrtswege waren lange Zeit nicht einmal befestigt, und erst seit 1928 bestand regelmäßige Busverbindung zwischen dem Spandauer Ortskern und dem Friedhof.
Als zu Beginn des 20. Jahrhunderts die Zentralfriedhöfe angelegt wurden (im Osten Friedrichsfelde, im Süden Stahnsdorf), war im Norden ein Großfriedhof im Raum Karow/Buch geplant, und der hiesige Friedhof sollte zum westlichen Zentralfriedhof umgestaltet werden. Diese Planungen konnten wegen des Ersten Weltkriegs, der Bildung von Groß-Berlin und der Inflation nicht ausgeführt werden.
Im 20. Jahrhundert wurde der Friedhof In den Kisseln mehrfach erweitert. Die erste Vergrößerung erfolgte in den Jahren 1913–1915; das bestehende Gelände wurde nach Westen hin annähernd verdoppelt. 1920 wuchs der Friedhof auf die Fläche von fast 45 Hektar; die Gestaltung übernahm der Architekt Karl Elkart, zugleich Stadtbaurat, der ein umfassendes Programm für die Erweiterung und Umgestaltung der Begräbnisstätte aufgestellt hatte. Erstmals war nun von einem Waldfriedhof die Rede, wie er vom Hamburger Friedhof Ohlsdorf bekannt war. Bei der Umgestaltung wurde 1919 im Erweiterungsteil auch ein Ehrenfriedhof mit einer Gedenkstätte für im Ersten Weltkrieg gefallene Spandauer errichtet. Nach der 1920 erfolgten Eingemeindung Spandaus nach Groß-Berlin gab es Pläne, den Friedhof auf rund 90 Hektar zu vergrößern und als einen der großen Sammelfriedhöfe Berlins zu nutzen, was allerdings nicht realisiert werden konnte, da große Teile der potenziellen Erweiterungsflächen zu dieser Zeit anderweitig genutzt wurden. Die nächste Friedhofserweiterung erfolgte erst in den Jahren nach dem Zweiten Weltkrieg, als sich auf bestehenden Flächen schon wieder ein Platzmangel abzeichnete, nicht zuletzt aufgrund der Vielzahl von Toten aus den letzten Tagen dieses Krieges sowie der ersten Nachkriegsmonate, die dort teilweise in anonymen Massengräbern bestattet wurden. So erfolgte eine Vergrößerung des Geländes in den Jahren 1957–1961 sowie letztmals von 1964–1972, als an die Kisselnallee angrenzende Flächen in den Friedhof eingegliedert wurden.
Der Friedhof besitzt stadtgeschichtliche Bedeutung, so gibt es mehrere Gitterstellen, die Friedhofsmauer mit Erbbegräbnisstellen und zwei Mausoleen. Die Gitterstellen waren dereinst Pflicht für die Wahlgrabstellen. Nach dieser Vorschrift aus dem Jahre 1920 wurde das damit gebundene Eisen dann 1938 zur Wehrhaftmachung benötigt und die Gitterstellen verloren ihre Ansicht. Verblieben sind die Steinfundamente. In den 1950er und 1960er Jahren wurde dann noch weiter demontiert, sodass nur wenige Gitterstellen erhalten geblieben sind.

## Gräber bekannter Personen

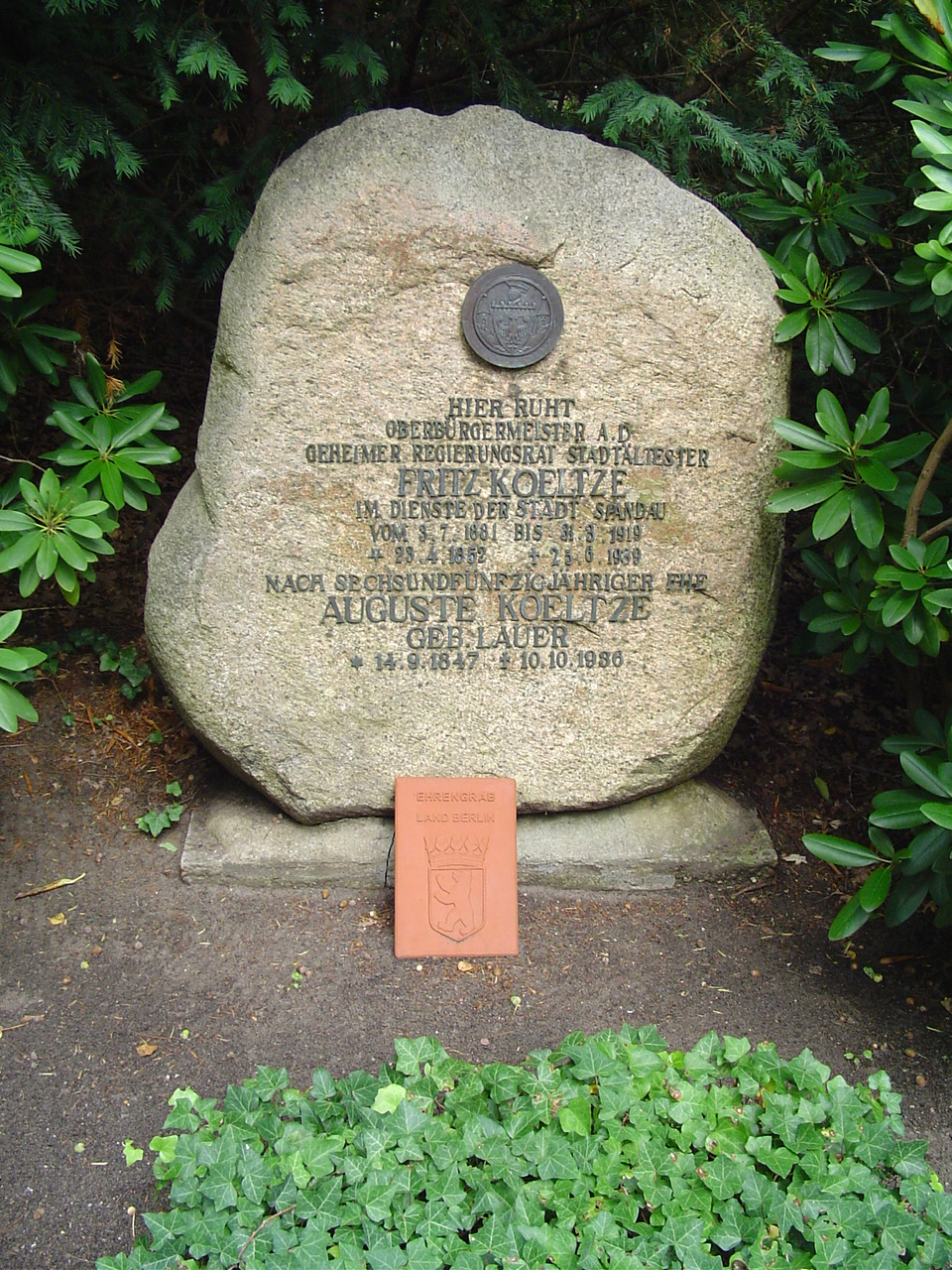
Ehrengrab Friedrich Koeltze

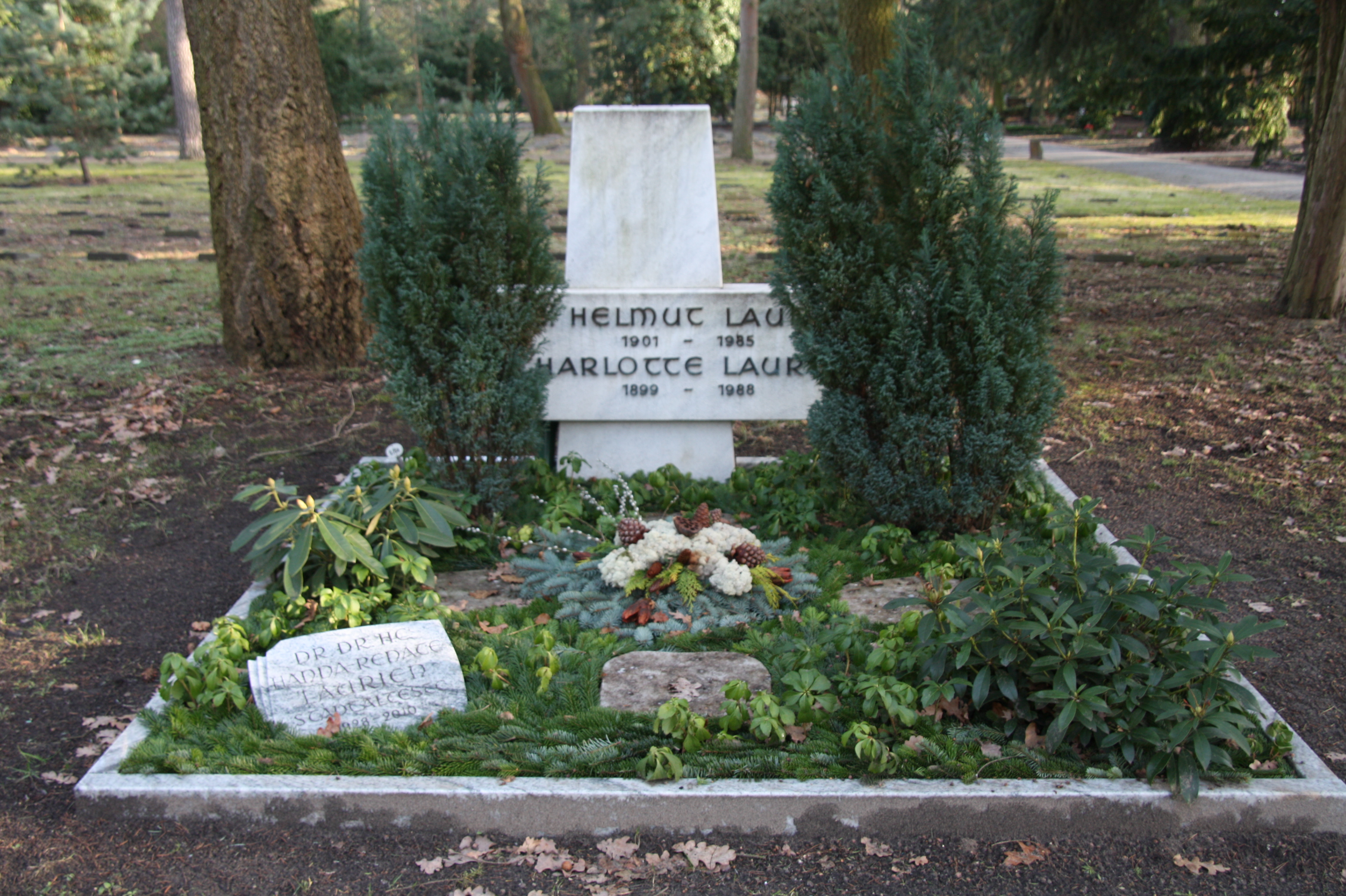
Grab Hanna-Renate Laurien

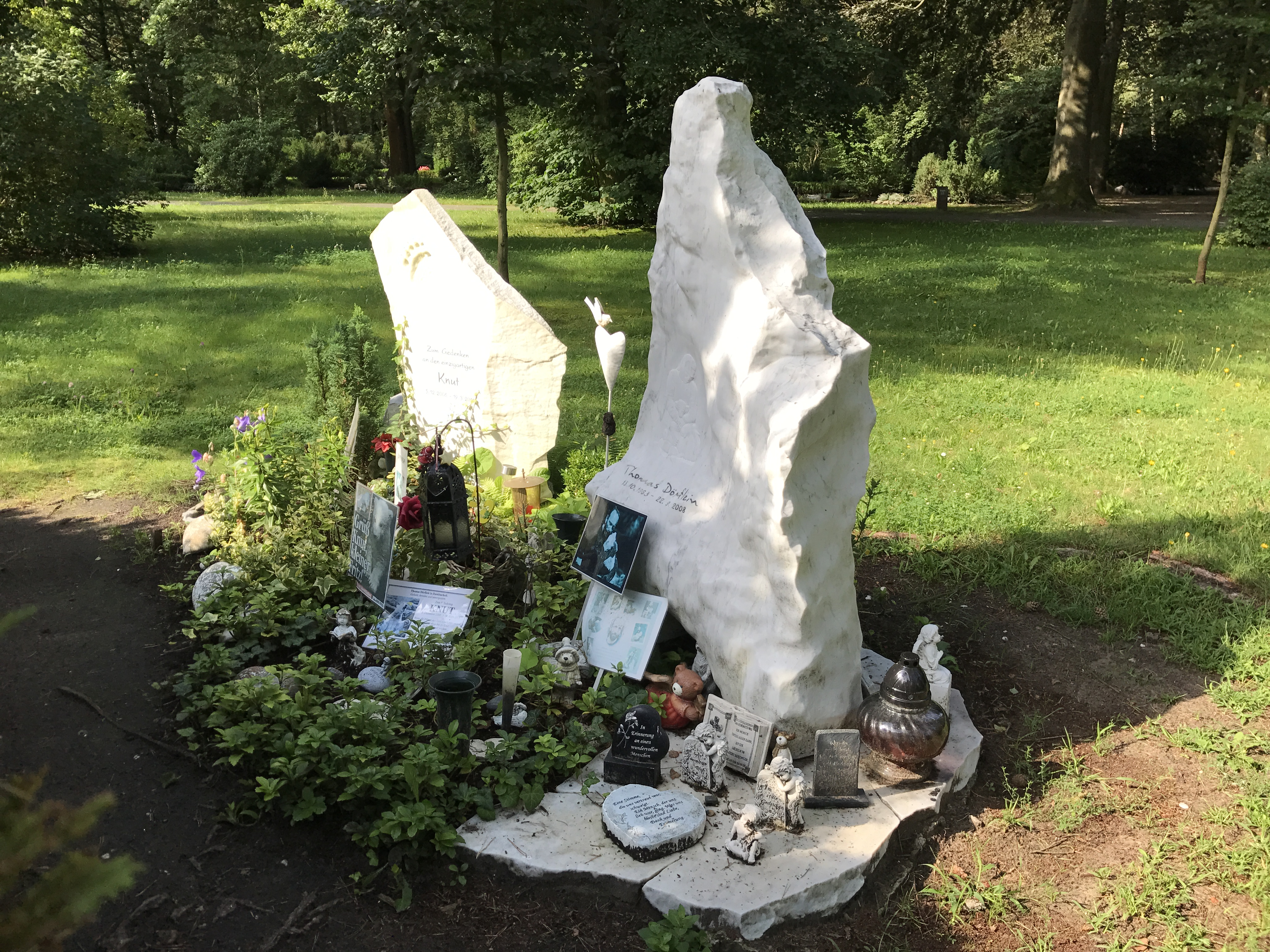
Grabmal Thomas Dörflein mit Knut-Denkmal

Auf dem Friedhof In den Kisseln haben zahlreiche bekannte Berliner ihre letzte Ruhestätte gefunden, darunter:
- Friedrich Koeltze (1852–1939), Spandauer Bürgermeister und Stadtältester von Berlin
- Eugen Rex (1884–1943), Schauspieler
- Bernhard Waber (1884–1945), General der Flieger
- Paul Fechner (1894–1973), Spandauer Bezirksverordnetenvorsteher und Stadtältester von Berlin
- Joseph Massolle (1889–1957), Pionier des Tonfilms
- Paul Dyllick (1908–1991), Mitglied des Abgeordnetenhauses von Berlin und Stadtältester von Berlin
- Lieselotte Berger (1920–1989), Mitglied des Deutschen Bundestages und Parlamentarische Staatssekretärin
- Werner Salomon (1926–2014), Bezirksbürgermeister des Bezirks Spandau und Stadtältester von Berlin
- Hanna-Renate Laurien (1928–2010), Kultusministerin, Senatorin, Präsidentin des Abgeordnetenhauses und Stadtälteste von Berlin
- Rainer G. Rümmler (1929–2004), Architekt
- Rainer Oefelein (1935–2011), Architekt, unter anderem der Rollbergsiedlung und High-Deck-Siedlung
- Peter Rebsch (1938–2007), Präsident des Abgeordnetenhauses von Berlin
- Konrad Birkholz (1948–2015), Bezirksbürgermeister des Bezirks Spandau und Stadtältester von Berlin
- Wilfried Tost (1952–2014), Mathematiker und Astronom
- Thomas Dörflein (1963–2008), Tierpfleger des Eisbären Knut im Berliner Zoo

Insgesamt befinden sich auf dem Friedhof 18 Ehrengrabstätten des Landes Berlin.
Die Gräber für Opfer von Krieg und Gewaltherrschaft belegen 15 Abteilungen. Der Ehrenhain ist mit 5901 Opfern die größte Kriegsgräberstätte in Berlin. Für die Gräber hat das Land Berlin die Pflege übernommen und den Grabstellen Dauerruherecht gewährt.
Bereits 1919 wurden auf dem westlichen Friedhof zwei Abteilungen für 600 Kriegstote des Ersten Weltkriegs angelegt. Das als Stahlhelmfeld bezeichnete Areal gestalteten Stadtbaumeister Karl Elkart und der Architekt Wolff. Hier wurden auch Opfer der Novemberrevolution 1918 und des Kapp-Putsches 1920 zur letzten Ruhe gebettet. 1952 wurden die Anlagen umgestaltet und mit für das Land Berlin einheitlichen Namenskissensteinen gekennzeichnet. Neben den deutschen Soldaten ruhen im Feld 103 sowjetische Soldaten, die in Gefangenenlagern und Lazaretten in Deutschland den Tod fanden.
Unweit davon befindet sich das Siemensgrabfeld, in ihm ruhen 46 Kriegstote aus einem Arbeitslager des Ersten Weltkriegs. Ihre sterblichen Überreste wurden 1961 vom Friedhof Haselhorst hierher umgebettet.
Im nördlichen Teil des Friedhofs befinden sich im Bürgermeister-Ehrenhain (Bürgermeisterfeld) mehrere Ehrengräber für einige der Berliner Stadtältesten, darunter für den oben erwähnten Friedrich Koeltze, nach dem der Koeltzepark an der Stelle des ehemaligen Spandauer Nikolaikirchhofs benannt wurde.

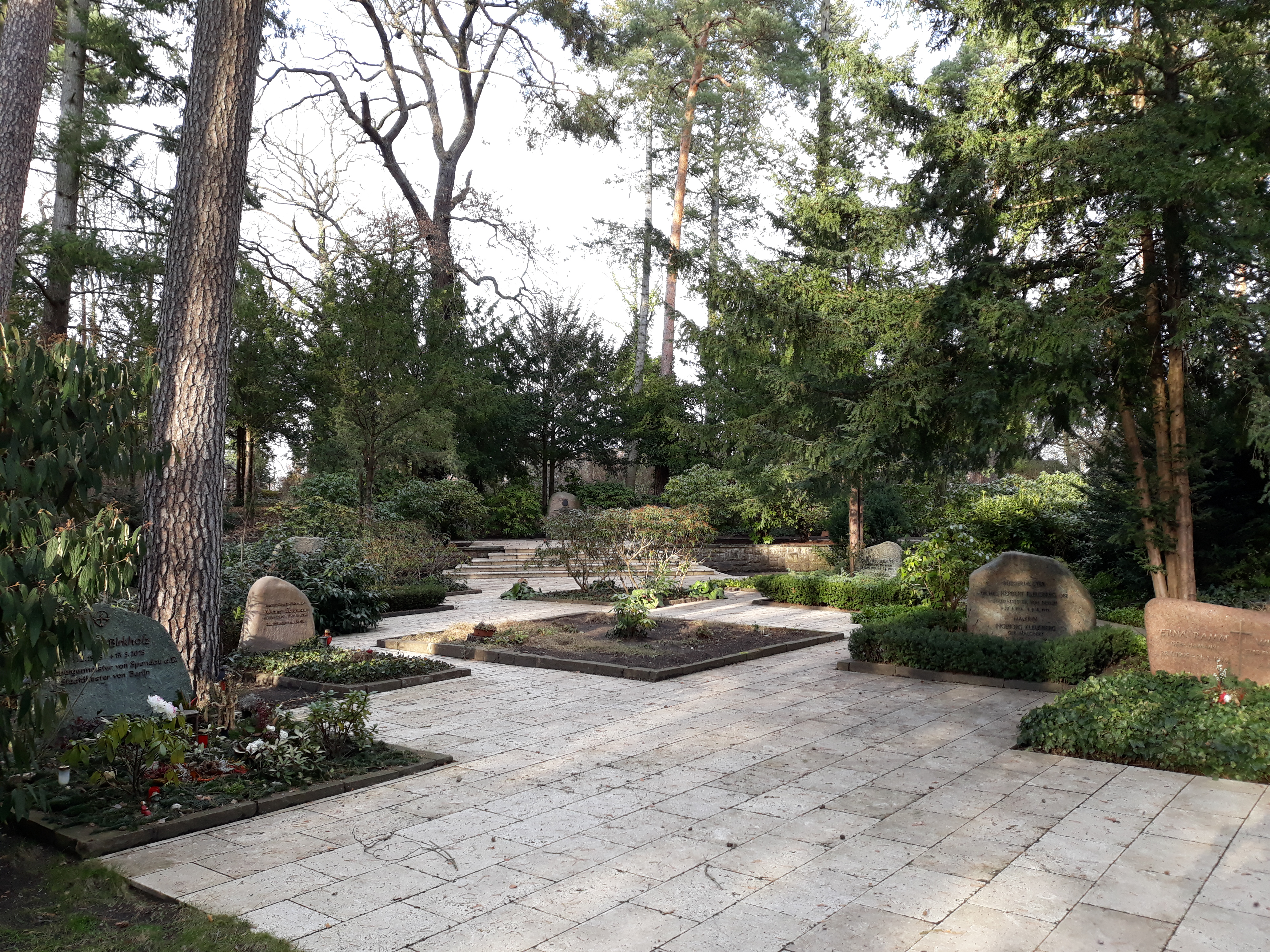
Bürgermeisterfeld

Zu erwähnen ist in diesem Zusammenhang auch das Loebelfeld, auf dem im Februar 1947 82 Opfer eines Brandes in der Gaststätte Karlslust beigesetzt wurden.
Zwei Besonderheiten auf dem Friedhof sind das Franzosenkreuz und der Nikeengel. Ersteres ist ein Marmorkreuz auf einem Sandsteinsockel, umgeben von vier mit Ketten verbundenen Pfeilern. Das Denkmal erinnert an 400 französische Kriegsgefangene aus dem Deutsch-Französischen Krieg 1870/71, die an schwarzen Blattern verstarben. Das andere Denkmal ist ein kniender Engel auf einem drei Meter hohen Sockel, der dem Toten einen Lorbeerkranz reicht. Es erinnert an die 28 Spandauer Kriegstoten aus dem Deutsch-Dänischen Krieg von 1864 und dem Preußisch-Österreichischen Krieg von 1866.
Die meisten Abteilungen für Kriegsopfer liegen östlich des Haupteingangs und sind mit Opfern des Zweiten Weltkrieges belegt. Die ältesten, 1940 angelegten Abteilungen sind die Abteilungen I–V. Hier liegen deutsche Soldaten, zivile Bombenopfer und weitere Kriegstote. Die Opfer wurden seit November 1943 auch aus Berlin-Charlottenburg und seit Januar 1944 auch aus Berlin-Tiergarten überführt. Die Menschenverluste der alliierten Luftangriffe erreichten solche Ausmaße, dass sie von den kleinen innerstädtischen Friedhöfen nicht mehr gefasst werden konnten. Der zentrale Gedenkplatz ist mit einem 6,70 Meter hohen Kreuz aus Wesersandstein gekennzeichnet. Um diese Abteilungen wurden weitere Abteilungen mit belgischen, rumänischen, tschechischen, slowakischen, sowjetischen, polnischen, niederländischen, ungarischen, italienischen, spanischen, bulgarischen sowie jugoslawischen Zwangsarbeitern angelegt. Ebenfalls hier wurden deutsche Heimkehrer bestattet, die innerhalb eines gesetzlich definierten Zeitraumes nach dem Krieg an Erschöpfung oder anderen Kriegsfolgeerscheinungen verstarben. Darunter befinden sich auch Gräber von Volkssturmangehörigen, Polizeibeamten und SS-Mitgliedern.
Neben dem Verwaltungsgebäude ist ein Gräberfeld für 117 zwischen dem 21. August 1944 und dem 13. Februar 1945 in den Murellenbergen standrechtlich erschossene Soldaten angelegt, denen „Wehrkraftzersetzung“ vorgeworfen wurde. Zur Erinnerung an sie und weitere dort durch die NS-Militärjustiz Ermordete installierte die Künstlerin Patricia Pisani 2002 die Denkzeichen zur Erinnerung an die Ermordeten der NS-Militärjustiz am Murellenberg. Benachbart zu diesen Gräbern liegen 28 Opfergräber von in den Konzentrationslagern Sachsenhausen, Dachau, Auschwitz, Buchenwald und Ravensbrück ermordeten Häftlingen.
Daran anschließend befindet sich eine Abteilung mit Gräbern von deutschen Flüchtlingen, sowjetischen und polnischen Zwangsarbeitern sowie Opfern des Faschismus.
Da der Friedhof selbst Ort von Kampfhandlungen war, dürften nach den Friedhofsunterlagen weitere Massengräber aus den letzten Kriegstagen 1945 existieren. Viele der vorhandenen Gräber wurden auch aus anderen Stadtteilen und Streulagen hierher umgebettet. Die genaue Dokumentation der einzelnen Opfergruppen und Grablagen hat der Volksbund Deutsche Kriegsgräberfürsorge im Jahr 2008 begonnen. Ziel ist es, die Einzelschicksale in einem Informationssystem auf dem Friedhof zur Verfügung zu stellen.

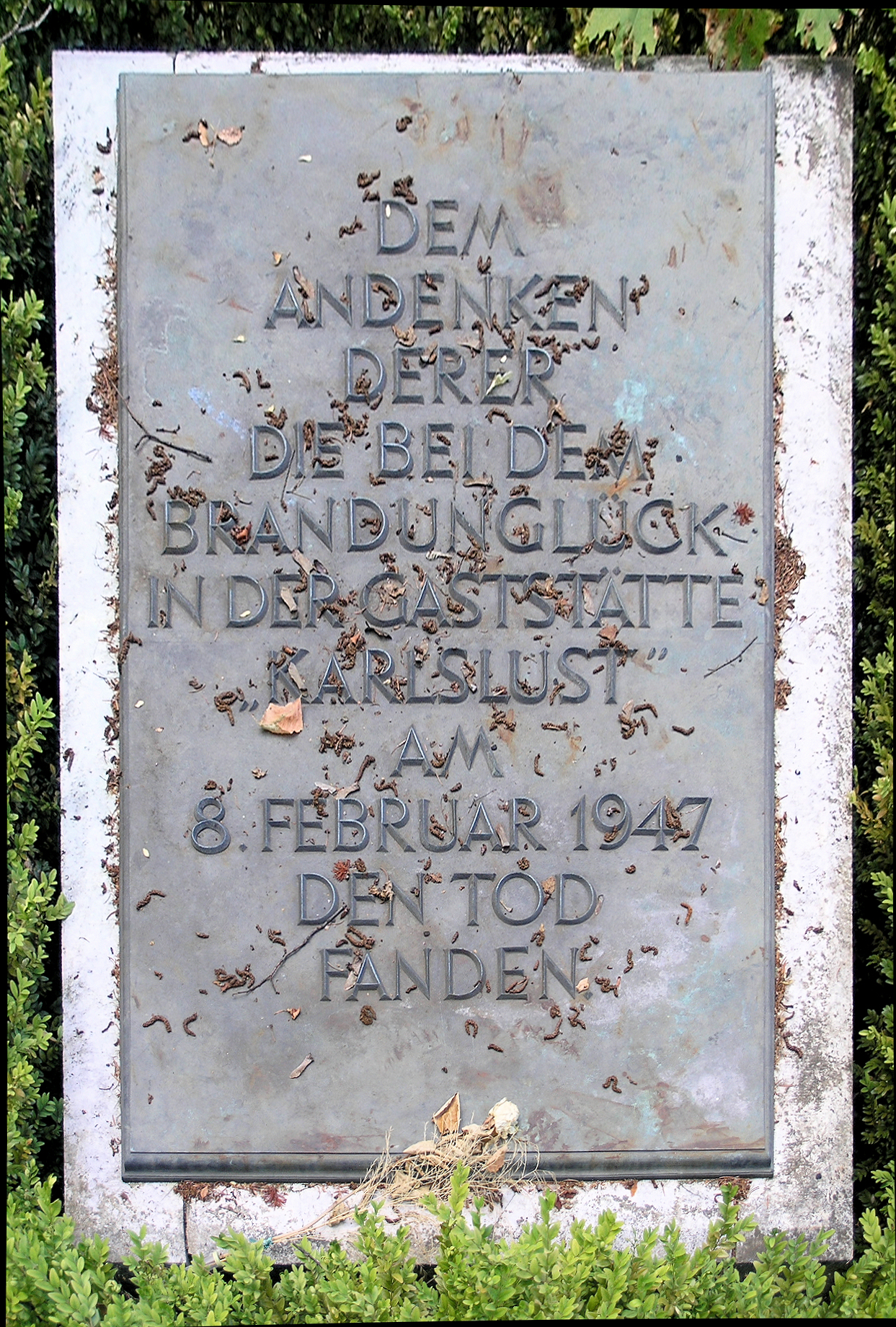
Gedenktafel für die 82 Brandopfer in der Gaststätte Karlslust vom 8. Februar 1947
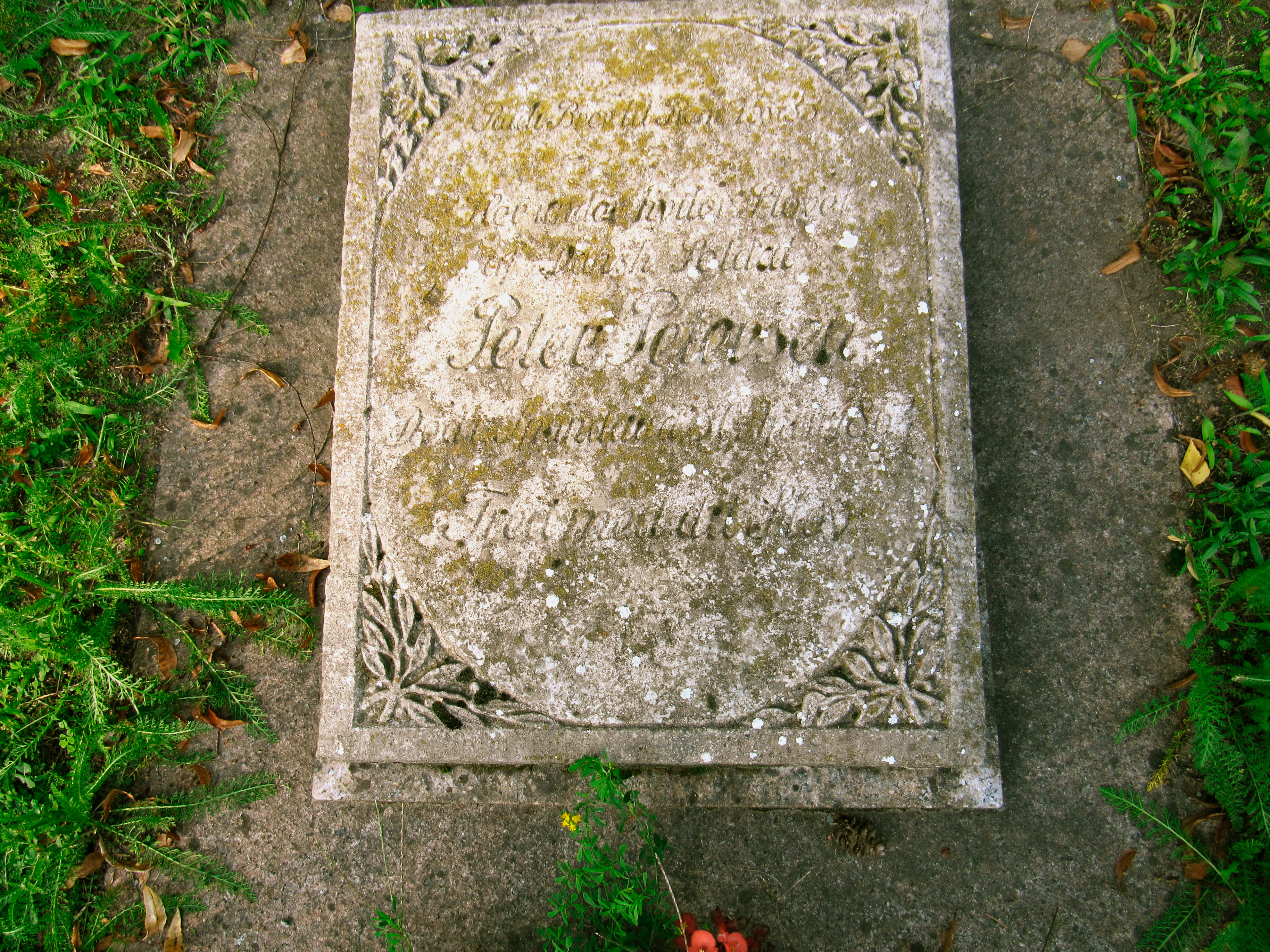
Gedenkstein für den dänischen Kriegsgefangenen Peter Petersen
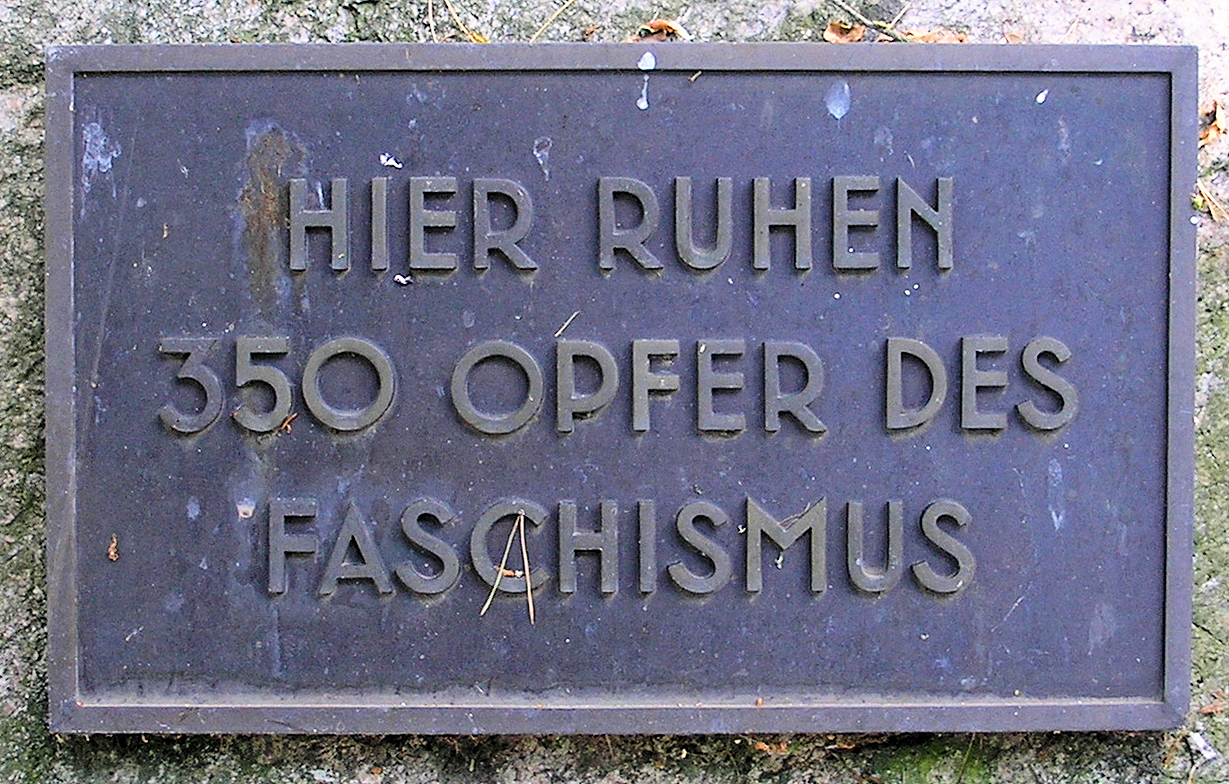
Gedenktafel Opfer des Faschismus